# Одесские высшие женские медицинские курсы
Одесские высшие женские медицинские курсы — медицинское высшее учебное заведение Российской империи в Одессе.

## История
Идея открытия именно медицинских курсов для женщин, наряду с уже имеющимися Одесскими высшими женскими курсами появилась у городской общественности в связи с тем, что с достижениями в женском образовании в целом, для женщин оставалась закрытой сфера медицины.
16 октября 1909 года состоялось первое заседание педагогического совета, председателем которого был избран Сергей Васильевич Левашов; его заместителем стал Н. А. Щёголев, казначеем — С. С. Яковлев. В попечительский совет нового образовательного учреждения вошли влиятельные в Одессе люди: Михаил Рено, Михаил Толстой, Алексей Павловский, Николай Тахчогло, Николай Сухомлинов, Илья Яловиков и другие.
Для проведения курсов был куплен дом № 2 по улице Внешней (Дом Лехнера, ныне улица Мечникова), который был отремонтирован и перестроен по проекту архитектора К. А. Багера под лекционные аудитории и лаборатории. Для практических занятий использовались медицинские учреждения города.
Весной 1910 года на обучение было подано более 1500 заявок, но на курсы было принято только 89 слушательниц. Торжественное открытие Одесских высших женских медицинских курсов состоялось 26 сентября 1910 года.
Первоначально медицинские женские курсы состояли из 7 кафедр:
- богословие — заведующий профессор Александр Клитин;
- нормальная анатомия — профессор Николай Батуев, ассистент И. Ф. Шанталь;
- гистология и эмбриология — профессор Александр Маньковский[4], ассистент К. К. Опочинская;
- неорганическая химия — профессор Севастьян Танатар, ассистент И. В. Волянский;
- физика — профессора Борис Станкевич и А. Ф. Поль, ассистент А. М. Погорельский;
- ботаника — профессора Франц Каменский и Людвиг Ришави[5], ассистент Н. И. Сковородько;
- зоология — профессор Яков Лебединский[6], ассистент В. Д. Крыжановский.

Некоторые члены профессорско-преподавательского состава также преподавали в Императорском Новороссийском университете.
Всего Одесскими высшими женскими медицинскими курсами было осуществлено шесть выпусков: первый состоялся в декабре 1914 (много выпускниц ушло на Первой мировой войны и в военные госпитали), последний выпуск — в 1920 году (в годы Гражданской войны). После этого Одесские высшие женские медицинские курсы вошли в состав Одесского медицинского института (ныне Одесский национальный медицинский университет.
В экспозиции Одесского историко-краеведческого музея в числе материалов, посвященных развитию медицины в городе, имеются документы, относящиеся к высшим женским медицинским курсам. Также в Государственном архиве Одесской области имеются документы, касающиеся этих курсов.